# Neophylax rickeri
Neophylax rickeri är en nattsländeart som beskrevs av Milne 1935. Neophylax rickeri ingår i släktet Neophylax och familjen Uenoidae. Inga underarter finns listade i Catalogue of Life.